# Laura Freigang
Laura Freigang (ur. 1 lutego 1998 w Kilonii) – niemiecka piłkarka, występująca na pozycji napastniczki w niemieckim klubie Eintracht Frankfurt oraz w reprezentacji Niemiec. Uczestniczka Igrzysk Olimpijskich 2024 w Paryżu, Mistrzostw Świata 2023 oraz Mistrzostw Europy 2022.

## Statystyki

### Klubowe
Na podstawie:
| Klub                | Sezonów | Liga                 | Liga  | Liga   | Puchar krajowy | Puchar krajowy | Kontynentalne | Kontynentalne | Suma  | Suma   |
| Klub                | Sezonów | Liga                 | Mecze | Bramki | Mecze          | Bramki         | Mecze         | Bramki        | Mecze | Bramki |
| ------------------- | ------- | -------------------- | ----- | ------ | -------------- | -------------- | ------------- | ------------- | ----- | ------ |
| TSV Schott Mainz    | 1       | 2. Frauen-Bundesliga | 13    | 4      | 1              | 0              | –             | –             | 19    | 4      |
| 1. FFC Frankfurt    | 2       | Frauen-Bundesliga    | 42    | 26     | 5              | 2              | –             | –             | 47    | 28     |
| Eintracht Frankfurt | 5       | Frauen-Bundesliga    | 98    | 60     | 15             | 11             | 13            | 7             | 126   | 78     |
|                     | Łącznie | Łącznie              | 153   | 90     | 21             | 13             | 13            | 7             | 187   | 110    |

### Reprezentacyjne
Na podstawie:
| Mecze w reprezentacji na Mistrzostwach Świata 2023 | Mecze w reprezentacji na Mistrzostwach Świata 2023 | Mecze w reprezentacji na Mistrzostwach Świata 2023 | Mecze w reprezentacji na Mistrzostwach Świata 2023 | Mecze w reprezentacji na Mistrzostwach Świata 2023 | Mecze w reprezentacji na Mistrzostwach Świata 2023 | Mecze w reprezentacji na Mistrzostwach Świata 2023 | Mecze w reprezentacji na Mistrzostwach Świata 2023 |
| Lp.                                                | Data                                               | Miasto                                             | Przeciwnik                                         | Wynik                                              | Gole                                               | Inne                                               | Faza turnieju                                      |
| -------------------------------------------------- | -------------------------------------------------- | -------------------------------------------------- | -------------------------------------------------- | -------------------------------------------------- | -------------------------------------------------- | -------------------------------------------------- | -------------------------------------------------- |
| 1.                                                 | 24.07.2023                                         | Sydney                                             | Maroko                                             | 6:0 (2:0)                                          |                                                    |                                                    | Faza grupowa                                       |

## Sukcesy
Na podstawie:

### Reprezentacyjne
- Wicemistrzostwo Europy 2022
- Mistrzostwo Europy U-17 2017